# Axelrodia lindeae
Axelrodia lindeae es una especie de peces de la familia Characidae en el orden de los Characiformes.

## Morfología
Los machos pueden llegar alcanzar los 2,1 cm de longitud total.

## Hábitat
Vive en zonas de clima tropical.

## Distribución geográfica
Se encuentran en Sudamérica: río Curuçamba en la  cuenca del río Amazonas y cuenca del río Madeira.